# Archer (Nebraska)
Archer es un lugar designado por el censo ubicado en el condado de Merrick en el estado estadounidense de Nebraska. En el Censo de 2010 tenía una población de 81 habitantes y una densidad poblacional de 31,21 personas por km².

## Geografía
Archer se encuentra ubicado en las coordenadas 41°10′00″N 98°8′20″O / 41.16667, -98.13889. Según la Oficina del Censo de los Estados Unidos, Archer tiene una superficie total de 2.6 km², de la cual 2.6 km² corresponden a tierra firme y (0%) 0 km² es agua.

## Demografía
Según el censo de 2010, había 81 personas residiendo en Archer. La densidad de población era de 31,21 hab./km². De los 81 habitantes, Archer estaba compuesto por el 100% blancos, el 0% eran afroamericanos, el 0% eran amerindios, el 0% eran asiáticos, el 0% eran isleños del Pacífico, el 0% eran de otras razas y el 0% pertenecían a dos o más razas. Del total de la población el 0% eran hispanos o latinos de cualquier raza.